# ジャンジ・ブレノ・ソウザ・シルバ
ジャジャ・シルバ（Jája Silva）ことジャンジ・ブレノ・ソウザ・シルバ（Jandir Breno Souza Silva、1998年11月12日 -）は、ブラジル・ミナスジェライス州カランダイ出身のプロサッカー選手。ポジションはミッドフィールダー（MF）。

## 来歴
リオデジャネイロ州リーグのゴイタカスFCからキャリアを開始し、2020年にボアヴィスタSCに移籍してからの1年でブラジル国内の3クラブへのローン移籍を経験した。クリシューマECではカンピオナート・カタリネンセやセリエCに出場したが、2020年9月に練習場での不祥事を理由として契約解除された（報道ではチームメートとの喧嘩とされている）。サンパイオ・コヘイアFCではセリエBにも出場し、カンピオナート・マラニェンセでの優勝も経験した。
2021年8月に初の海外挑戦として、ルーマニア・リーガ1のFCボトシャニへローン移籍した。英語が話せないなどコミュニケーション面の課題が指摘されたが、シーズンが進むにつれ順応し、古豪FCディナモ・ブカレスト戦で2ゴールを挙げるなど結果を残した。シーズン終盤にはリーガ1屈指のミッドフィールダーとの評価を得るものの、給与面での交渉がまとまらず2022年7月にはUAEプロリーグのアル・ナスルSCに移籍した。
アル・ナスルで3試合に出場したのち、同じUAEプロリーグのディッバ・アル・フジャイラへローン移籍しリーグ戦19試合に出場、3ゴールを記録した。
2023年7月、日本のJ1リーグ・FC東京への完全移籍が発表された。8月6日、第22節のセレッソ大阪戦で移籍後初出場を果たした。また、2024年4月17日のルヴァンカップYSCC横浜戦で日本での初ゴールを決めた。同年8月5日に、翌年1月1日までの期限付きで同じJ1リーグのサガン鳥栖へ移籍することが発表された。
2025年1月9日にサガン鳥栖への期限付き移籍期間が満了し、同17日にFC東京からカンピオナート・ブラジレイロ・セリエDのアソシアソン・ポルトゥゲーザ・ジ・デスポルトスへの完全移籍が発表された。2025年のカンピオナート・パウリスタ第1フェーズ第4節のアウェイミラソウFC戦に途中出場し1ゴールを挙げた。その後最終節まで9試合に連続出場し3ゴールを挙げると、2月28日にはセリエBのゴイアスECへの移籍が発表された。

## 個人成績
| 国内大会個人成績 | 国内大会個人成績   | 国内大会個人成績 | 国内大会個人成績 | 国内大会個人成績 | 国内大会個人成績 | 国内大会個人成績 | 国内大会個人成績 | 国内大会個人成績 | 国内大会個人成績 | 国内大会個人成績 | 国内大会個人成績 |
| 年度             | クラブ             | 背番号           | リーグ           | リーグ戦         | リーグ戦         | リーグ杯         | リーグ杯         | オープン杯       | オープン杯       | 期間通算         | 期間通算         |
| 年度             | クラブ             | 背番号           | リーグ           | 出場             | 得点             | 出場             | 得点             | 出場             | 得点             | 出場             | 得点             |
| ブラジル         | ブラジル           | ブラジル         | ブラジル         | リーグ戦         | リーグ戦         | ブラジル杯       | ブラジル杯       | オープン杯       | オープン杯       | 期間通算         | 期間通算         |
| ---------------- | ------------------ | ---------------- | ---------------- | ---------------- | ---------------- | ---------------- | ---------------- | ---------------- | ---------------- | ---------------- | ---------------- |
| 2018             | ゴイタカス         | -                | -                | 4                | 1                | -                | -                | -                | -                | 4                | 1                |
| 2019             | アパラシーダ       | -                | -                | 10               | 3                | -                | -                | -                | -                | 10               | 3                |
| 2020             | ボアヴィスタ       | -                | セリエA          | 1                | 0                | 0                | 0                | -                | -                | 1                | 0                |
| 2020             | クリシューマ       | -                | セリエC          | 16               | 1                | 0                | 0                | -                | -                | 16               | 1                |
| 2020             | ピラシカーバ       | -                | -                | 12               | 4                | 0                | 0                | -                | -                | 12               | 4                |
| 2021             | コヘイア           | -                | セリエB          | 25               | 3                | 0                | 0                | -                | -                | 25               | 3                |
| ルーマニア       | ルーマニア         | ルーマニア       | ルーマニア       | リーグ戦         | リーグ戦         | リーグ杯         | リーグ杯         | ルーマニア杯     | ルーマニア杯     | 期間通算         | 期間通算         |
| 2021-22          | ボトシャニ         | -                | リーガ1          | 27               | 5                | 0                | 0                | 0                | 0                | 27               | 5                |
| UAE              | UAE                | UAE              | UAE              | リーグ戦         | リーグ戦         | リーグ杯         | リーグ杯         | オープン杯       | オープン杯       | 期間通算         | 期間通算         |
| 2022-23          | アル・ナスル       | -                | プロリーグ       | 3                | 0                | 0                | 0                | 0                | 0                | 3                | 0                |
| 2022-23          | ディッバ・フジャイ | -                | プロリーグ       | 19               | 3                | 0                | 0                | 0                | 0                | 19               | 3                |
| 日本             | 日本               | 日本             | 日本             | リーグ戦         | リーグ戦         | リーグ杯         | リーグ杯         | 天皇杯           | 天皇杯           | 期間通算         | 期間通算         |
| 2023             | FC東京             | 20               | J1               | 8                | 0                | 0                | 0                | 0                | 0                | 8                | 0                |
| 2024             | FC東京             | 70               | J1               | 17               | 0                | 3                | 1                | 1                | 0                | 21               | 1                |
| 2024             | 鳥栖               | 70               | J1               | 7                | 0                | -                | -                | -                | -                | 7                | 0                |
| 通算             | ブラジル           | ブラジル         | セリエA          | 1                | 0                | 0                | 0                | -                | -                | 1                | 0                |
| 通算             | ブラジル           | ブラジル         | セリエB          |                  |                  |                  |                  |                  |                  |                  |                  |
| 通算             | ブラジル           | ブラジル         | セリエC          |                  |                  | -                | -                |                  |                  |                  |                  |
| 通算             | ルーマニア         | ルーマニア       | リーガ1          | 27               | 5                | -                | -                | 0                | 0                | 27               | 5                |
| 通算             | UAE                | UAE              | プロリーグ       | 22               | 3                | 0                | 0                | 0                | 0                | 22               | 3                |
| 通算             | 日本               | 日本             | J1               | 32               | 0                | 3                | 1                | 1                | 0                | 36               | 1                |
| 総通算           |                    |                  |                  |                  |                  |                  |                  |                  |                  |                  |                  |

## タイトル
サンパイオ・コヘイアFC
- カンピオナート・マラニェンセ: 2021